# Лафітт (Луїзіана)
Лафітт (англ. Lafitte) — переписна місцевість (CDP) в США, в окрузі Джефферсон штату Луїзіана. Населення — 1014 особи (2020).

## Географія
Лафітт розташований за координатами 29°42′39″ пн. ш. 90°5′48″ зх. д. / 29.71083° пн. ш. 90.09667° зх. д. (29.710880, -90.096785).  За даними Бюро перепису населення США в 2010 році переписна місцевість мала площу 16,60 км², з яких 12,52 км² — суходіл та 4,08 км² — водойми.

## Демографія
Згідно з переписом 2010 року, у переписній місцевості мешкали 972 особи в 380 домогосподарствах у складі 292 родин. Густота населення становила 59 осіб/км².  Було 449 помешкань (27/км²).
Расовий склад населення:
| - 93,5 % — білих - 2,3 % — корінних американців - 1,2 % — чорних або афроамериканців - 0,9 % — азіатів |

До двох чи більше рас належало 1,5 %. Частка іспаномовних становила 2,4 % від усіх жителів.
За віковим діапазоном населення розподілялося таким чином: 18,1 % — особи молодші 18 років, 64,0 % — особи у віці 18—64 років, 17,9 % — особи у віці 65 років та старші. Медіана віку мешканця становила 46,8 року. На 100 осіб жіночої статі у переписній місцевості припадало 94,0 чоловіків;  на 100 жінок у віці від 18 років та старших — 94,1 чоловіків також старших 18 років.
Середній дохід на одне домашнє господарство  становив 68 788 доларів США (медіана — 43 789), а середній дохід на одну сім'ю — 78 495 доларів (медіана — 61 188). За межею бідності перебувало 27,0 % осіб, у тому числі 48,5 % дітей у віці до 18 років та 8,1 % осіб у віці 65 років та старших.
Цивільне працевлаштоване населення становило 291 особа. Основні галузі зайнятості: сільське господарство, лісництво, риболовля — 20,3 %, мистецтво, розваги та відпочинок — 14,4 %, оптова торгівля — 12,4 %.